# Opera orientalis

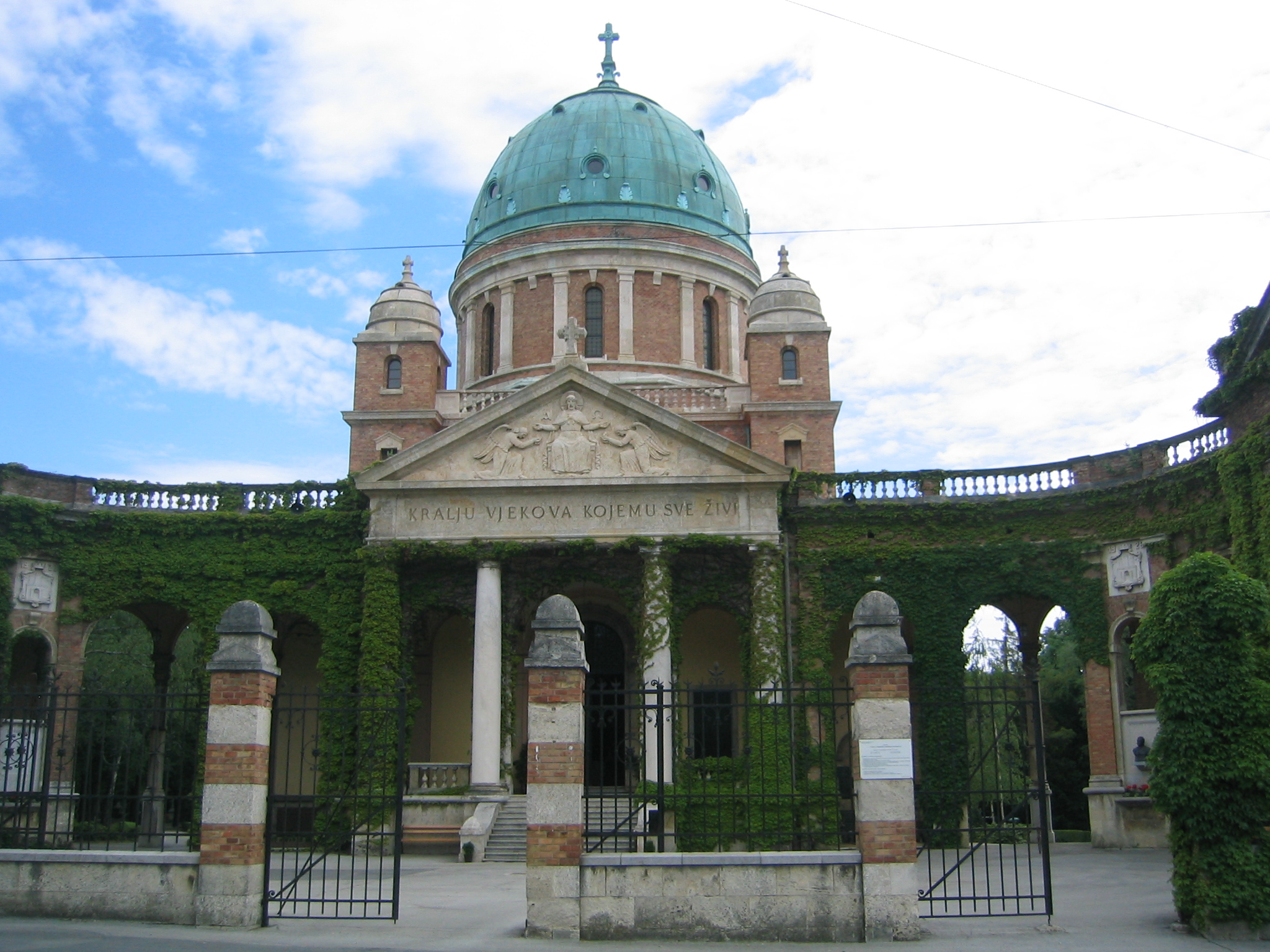
Entrée du cimetière de Zagreb

Opera Orientalis, également appelé Opération Opéra, est une action menée par les services secrets de l'État communiste fédéral yougoslave, en août 1991 au début de la guerre en Croatie.
En août 1991 à Zagreb, le centre de la communauté juive et son cimetière sont victimes d’un attentat à la bombe. Les auteurs de ces attentats seront identifiés plus tard et il apparaîtra qu’ils sont membres du service fédéral de renseignement de l’armée de l’air yougoslave, afin d’attribuer l’attentat antisémite au nouveau gouvernement croate issu des premières élections libres et ainsi le discréditer. Cette action fut coordonnée avec l’« intoxication » de la presse occidentale par des fausses informations assimilant la nouvelle Croatie indépendante des années 1990, à l’état croate fasciste de la Seconde Guerre mondiale.
Quelques jours après ces évènements, des dizaines de milliers de zagrebois, les membres du gouvernement croate et les autorités religieuses ont manifesté dans les rues de la capitale leur soutien à la communauté juive de Croatie. Les dégâts des attentats furent rapidement réparés avec l’aide du gouvernement croate.

## Référence
- Anatomy of a Balkan Frame-Up", Jerusalem Post, 3 February 1993 (extrait)